# Новой надежды свет
«Новой надежды свет» — второй студийный альбом группы «Гран-КуражЪ», который вышел 15 мая 2008 года.

## История создания
Альбом начали записывать в августе 2007 года. Первоначально весь альбом планировалось записывать на студии «Чёрный Обелиск», но из-за большой очереди на запись ударных пришлось искать ещё одну студию. В итоге запись ударных происходила на студии «Гигант Рекордс», под руководством Сергея Науменко, который работал с такими группами, как «Кипелов», «Ария», «Сергей Терентьев» и с многими другими известными рок-музыкантами. Ударные партии были записаны за один день. На студии «Чёрный Обелиск» записывались вокал и другие музыкальные инструменты.
Всего было записано 12 композиций, однако лирическая баллада «Мир для нас с тобою» не была включена в альбом, но позже была выложена группой, как интернет-релиз. В альбоме присутствуют два трека — «Ангел-Хранитель» и «Да будет воля твоя», которые так и не вошли в первый студийный альбом «Вечная игра». Бонусом на альбоме стала композиция под названием «Скрипка Паганини», которую написал Владимир Абузяров — участник старого бронницкого ВИА «Заряна», существовавшего в 80-е годы. Музыканты полностью изменили аранжировку, сделав её жёстче и современнее.
В записи диска принимали участие музыканты — Дмитрий Борисенков («Чёрный Обелиск»), Сергей Сергеев («Форсаж», экс-«Артерия»), Александр Андрюхин (экс-«Арда») и гитарист Дмитрий Четвергов («Кураж»).
Официальный релиз альбома состоялся 15 мая 2008 года, а его презентация 22 мая 2008 года.

Мелодичный, мощный, с легким привкусом 80-х, но при этом, на мой взгляд, достаточно современный и актуальный.— Михаил Бугаев 

## Список композиций
Все тексты написаны Михаилом Бугаевым, кроме отмеченных, вся музыка написана Михаилом Бугаевым, кроме отмеченных.
| №   | Название                   | Текст песни       | Музыка            | Длительность |
| --- | -------------------------- | ----------------- | ----------------- | ------------ |
| 1.  | «Новой надежды свет»       |                   |                   | 4:34         |
| 2.  | «Старт во тьме»            |                   |                   | 3:17         |
| 3.  | «Мистерия войны»           |                   |                   | 3:38         |
| 4.  | «Искатели мира»            |                   |                   | 5:45         |
| 5.  | «9 жизней»                 |                   |                   | 4:12         |
| 6.  | «Одиночество на земле»     |                   |                   | 2:52         |
| 7.  | «Зеркальный лабиринт»      |                   |                   | 3:45         |
| 8.  | «Ангел-Хранитель»          |                   |                   | 5:24         |
| 9.  | «Да будет воля твоя»       |                   |                   | 3:02         |
| 10. | «Поздно для любви»         |                   |                   | 5:03         |
| 11. | «Скрипка Паганини» (бонус) | Владимир Абузяров | Владимир Абузяров | 3:42         |

## Участники записи

### ГруппаГран-КуражЪ
| Михаил Житняков | — вокал      |
| Михаил Бугаев   | — гитара     |
| Павел Селеменев | — бас-гитара |
| Евгений Комаров | — клавишные  |
| Алексей Путилин | — ударные    |

### Приглашённые музыканты
| Сергей Сергеев     | — вокал (4)                   |
| Дмитрий Борисенков | — вокал (4), гитара (3, 4, 9) |
| Дмитрий Четвергов  | — гитара (10)                 |
| Александр Андрюхин | — клавишные (4, 7)            |

### Дополнительная информация
- Хор (4) — Михаил Житняков, Сергей Сергеев, Дмитрий Борисенков
- Запись ударных — студия «Гигант Рекордс»
- Звукорежиссёр — Сергей Науменко
- Запись гитар, клавишных, вокала — студия «Чёрный Обелиск»
- Звукорежиссёр — Дмитрий Борисенков
- Сведение, мастеринг — Дмитрий Борисенков
- Фотографии, оформление — Анна Демина
- Лейбл — CD-Maximum